# Article 80 du traité sur le fonctionnement de l'Union européenne
L’article 80 du traité sur le fonctionnement de l'Union européenne porte sur la mise en œuvre de nouveaux mécanismes de solidarité en matière de politiques européennes du droit d'asile et d'immigration.

## Principes
L’article 80 porte sur la mise en œuvre de nouveaux mécanismes de solidarité en matière de politiques européennes du droit d'asile et d'immigration.

## Contenu
Il dispose que "Les politiques de l'Union visées au présent chapitre et leur mise en œuvre sont régies par le principe de solidarité et de partage équitable de responsabilités entre les États membres, y compris sur le plan financier. Chaque fois que cela est nécessaire, les actes de l'Union adoptés en vertu du présent chapitre contiennent des mesures appropriées pour l'application de ce principe."

## Exemple de jugement
Un ressortissant nigérian, avait déclaré être entré irrégulièrement en France le 11 décembre 2016. 
Le 17 janvier 2017, il avait sollicité son admission provisoire au séjour au titre de l'asile auprès des services de la préfecture d'Eure-et-Loir. Ses empreintes ont été relevées selon la consultation du fichier Eurodac par les autorités italiennes en date du 3 octobre 2016. Les autorités italiennes, saisies par une demande de prise en charge le 30 janvier 2017, l'ont acceptée. Le préfet du Cher, selon deux arrêtés (23 août 2017 - 24 août 2017), a ordonné  son assignation à résidence pour une durée de quarante-cinq jours. Il a demandé au tribunal administratif d'Orléans d'annuler l'arrêté du 24 août 2017. le magistrat désigné du tribunal administratif d'Orléans a rejeté sa demande. 
mais par une requête, enregistrée le 6 octobre 2017, le ressortissant a demandé à la cour d'annuler le jugement du 12 septembre 2017 ainsi que celui du 24 août 2017 du préfet du Cher et de mettre à la charge de l'Etat le versement de 1 500 euros à son conseil au titre de l'article L. 761-1 du code de justice administrative et de l'article 37 de la loi du 10 juillet 1991 en raison qu'il lui est impossible d'exécuter pleinement l'obligation de présentation au commissariat de police les dimanches et jours fériés en l'incitant à prendre attache avec son consulat, l'arrêté d'assignation à résidence lui aurait délivré une information orientée ; et que le règlement (UE) n° 604/2013 du 26 juin 2013 est illégal du fait de son incompatibilité avec l'article 80 du traité sur le fonctionnement de l'union européenne relatif au principe de solidarité entre les Etats membres. le 6 décembre 2017, le préfet rejette la requête.
Selon les textes suivants :
- le traité sur le fonctionnement de l'Union européenne ;
- le code de l'entrée et du séjour des étrangers et du droit d'asile ;
- la loi n° 91-647 du 10 juillet 1991 ;
- le code de justice administrative.
Il a été décidé selon le délibéré après l'audience du 29 juin 2018, que :
Art. 1er : L'arrêté du 24 août 2017 par lequel le préfet du Cher a assigné à résidence pour 45 jours est annulé.
Art. 2 : Le jugement du magistrat désigné par le président du tribunal administratif d'Orléans du 12 septembre 2017 est annulé en tant qu'il est contraire à l'article 1er. 
Art. 3 : Le surplus des conclusions de la requête est rejeté. 
Art. 4 : Le présent arrêt sera notifié à la personne et au ministre d'Etat, ministre de l'intérieur avec une copie pour le préfet du Cher.